# دوبروکوز
دوبروکوز (به مجاری:  Döbrököz) یک منطقهٔ مسکونی در مجارستان است که در ناحیه دومبووار واقع شده‌است. دوبروکوز ۴۳٫۱۳ کیلومتر مربع مساحت و ۲٬۰۶۴ نفر جمعیت دارد.